# My Story (album de Jenny Berggren)
Pour les articles homonymes, voir My Story.
My Story est le premier album solo de la chanteuse suédoise Jenny Berggren, commercialisé le 23 octobre 2010.

## Production
La liste des chansons est révélée le 30 septembre 2010 sur le site officiel de Jenny. Le 31 décembre, Jenny offre gratuitement en téléchargement une version démo de Free Me.
En mai 2010, le premier single Here I Am sort en Europe. La chanson se classe 48e des classements musicaux suédois. Gotta Go, le second single sort un peu avant l'album en septembre 2010. L'album sort à l'international en téléchargement sur la plateforme iTunes. Ce dernier contient un remix de 'Free Me, ainsi qu'une version studio de Give Me The Faith, une chanson que Jenny a commencé à chanter dix ans auparavant durant des concerts.

## Liste des titres
| No  | Titre | Durée |
| --- | --- | ----- |
| 1.  | Intro (King David, Simon Petrén, Jonah Nilsson)                                                             | 1:13  |
| 2.  | Free Me (Jenny Berggren, Simon Petrén, Terese Fredenwall)                                                   | 2:32  |
| 3.  | Living in a Circus (Simon Petrén, Terese Fredenwall, David Råsmark)                                         | 2:59  |
| 4.  | Spend This Night (Jakob Petrén, Jenny Berggren, Terese Fredenwall)                                          | 2:35  |
| 5.  | Dying to Stay Alive (Jenny Berggren, Simon Petrén, Jonah Nilsson, Staffan Birgersson, Terese Fredenwall)    | 3:36  |
| 6.  | Numb (Jenny Berggren)                                                                                       | 4:14  |
| 7.  | Gotta Go (Jenny Berggren, Simon Petrén, Jonah Nilsson, Staffan Birgersson, Terese Fredenwall, Jenny Jaurén) | 4:03  |
| 8.  | Here I Am (Jenny Berggren, Simon Petrén, Staffan Birgersson, Terese Fredenwall, Jenny Jaurén)               | 3:13  |
| 9.  | Give Me the Faith (Jakob Petrén, Jenny Berggren)                                                            | 4:55  |
| 10. | Beat of My Heart (Jenny Berggren, Martin Hedström, Simon Petrén)                                            | 3:25  |
| 11. | Air of Love (Jakob Petrén, Jenny Berggren, Terese Fredenwall)                                               | 3:22  |
| 12. | Natural Superstar (Jenny Berggren, Simon Petrén, Terese Fredenwall)                                         | 4:05  |
| 13. | Here I Am (Sthlm Sound Facility Radio Remix)                                                                | 4:07  |
| 14. | Going Home (Jenny Berggren, Jakob Petrén, Sam Mizell)                                                       | 3:55  |

## Classements
| Charts des albums en Suède | 48 |

## Sortie
| Région | Date            | Format           |
| ------ | --------------- | ---------------- |
| Suède  | 13 octobre 2010 | Édition standard |